# امیلی بارکلی
امیلی بارکلی (به انگلیسی: Emily Barclay) (زاده ۲۴ اکتبر ۱۹۸۴) بازیگر انگلیسی-نیوزیلندی است.
از کارهای معروف او می‌توان به بازی در فیلم‌های در دنیای پدر من، افسانه محافظان، نور میان اقیانوس‌ها، دندان شیری و بارداری مثبت اشاره کرد.